# Loretta King
Loretta King (1917 – 10. september 2007) var en amerikansk skuespiller. Hun medvirkede i flere film, bl.a. Edward D. Wood jr.s Bride of the Monster, hvor hun spillede Janet Lawton, en rolle der egentlig var skrevet til Dolores Fuller.

## Filmografi
- Dr. Harvey W. Wiley (1955) (TV) som Woman
- The Pirate and the Lawyer (1955) (TV) som Louise Livingston
- Bride of the Monster (1955) som Janet Lawton
- Tough (1974) som Teacher
- Joey (1977)